# Río Negro (Río Santa)
Der Río Negro (wörtlich „Schwarzer Fluss“; alternativer Name: Río Olleros) ist ein 9,5 km (einschließlich Quellflüsse 25,5 km) langer rechter Nebenfluss des Río Santa in der Region Ancash im Westen von Peru.

## Flusslauf
Der Río Negro entwässert einen kleineren Abschnitt der Westflanke der Cordillera Blanca in westliche Richtung. Er entsteht am Zusammenfluss der Quebrada Rurec (rechts) mit der Quebrada Uquián (links) im äußersten Süden der Provinz Huaraz. Der Río Negro fließt in westliche Richtung und bildet auf den unteren zwei Dritteln des Flusslaufs die Grenze zur südlich gelegenen Provinz Recuay. Der Rio Negro passiert südlich die Ortschaft Olleros und mündet schließlich auf einer Höhe von (3450 m über dem Meeresspiegel) in den nach Norden fließenden Río Santa. Das Einzugsgebiet des Río Negro umfasst etwa 200 km².

## Quellflüsse
Die Quebrada Rurec ist der 14 km lange rechte Quellfluss des Río Negro. Der Fluss bildet den Abfluss eines 4470 m hoch im Hauptkamm der Cordillera Blanca gelegenen Gletscherrandsees (⊙).
Die Quebrada Uquián ist der 16 km lange linke Quellfluss des Río Negro. Der Fluss wird von einem Gletscher (⊙) an der Südflanke des Uruashraju gespeist.